# Палаевка
Палаевка (м. Полай веле, Цифтамаз) — село в Рузаевском районе. Административный центр Палаевского сельского поселения.

## География
Расположено на речках Дивеевке и Палаевке, в 30 км от районного центра и железнодорожной станции Рузаевка.

## Название
Название-антропоним: от дохристианских мордовских имён Полай, Чевтомас (Цивтамас). Упоминается в актовом документе 1706 г.

## История
В «Списке населённых мест Пензенской губернии» (1869) Палаевка — деревня казённая из 94 дворов Инсарского уезда. В 1913 г. в Палаевке было 168 дворов; в 1930 г. — 271 двор (1 348 чел.). Был создан колхоз им. Кирова, в 1960-е гг. — «Новая жизнь», с 2002 г. — 3-е отделение ЗАО «Трускляйское», специализирующееся на возделывании зерновых культур и выращивании молодняка.

## Население
| 1930 | 2001 | 2002 | 2010 |
| ---- | ---- | ---- | ---- |
| 1348 | ↘480 | ↘479 | ↘462 |

Население — 480 чел. (2001), в основном мордва-мокша.

## Инфраструктура
Средняя и начальная школы, библиотека, Дом культуры, медпункт, столовая, магазин.

## Русская православная церковь
Казанская церковь (1868).

## Люди, связанные с селом
Родина кавалера орденов Отечественной войны 1-й степени и Славы 3-й степени С. А. Лапштаева.
В церковно-приходской школе Палаевки работала учительница Татьяна Дмитриевна Колыбина, бабушка писателя Юрия Коваля, описавшего сельскую школу в повести «Полынные сказки».